# Henk Bos
Pour les articles homonymes, voir Bos.
Hendrik Jan Maarten "Henk" Bos, né le 17 juillet 1940 à Enschede et mort le 12 février 2024 à Amsterdam, est un historien des mathématiques néerlandais.

## Carrière
Hendrik a pour professeurs Hans Freudenthal et Jerome Ravetz (en), à l'université d'Utrecht et, en 1973, il écrit une thèse intitulée « Differentials, higher order differentials, and the derivative in Leibnitzian calculus » pour sa thèse de doctorat,.
Bos travaille à l'université d'Utrecht la majeure partie de sa carrière. En 1985, il devient professeur d'histoire des mathématiques.
Il s'est pris d'intérêt pour la tractrice comme stimulus mathématique,.
Bos prend sa retraite en 2005. Depuis sa retraite, il a été professeur honoraire de l'histoire des mathématiques à la Faculté des Sciences de l'université d'Aarhus. En 2009 il est chercheur invité à l'Institut Max-Planck d'histoire des sciences à Berlin.
Il est marié à l'historienne des mathématiques danoise Kirsti Andersen.

## Prix et distinctions
À l'occasion de son colloque valedictorien quand il a pris sa retraite, Henk Bos a parlé des concepts fluides en mathématiques dans un exposé intitulé "Loose Ends".
Il est lauréat du prix Kenneth-O.-May en 2005.
En 1985, il est conférencier invité au congrès international des mathématiciens à Berkeley avec une conférence intitulée « The concept of construction and the representation of curves in seventeenth-century mathematics ».

## Sélection de publications
Bos a contribué à l'étude des œuvres mathématiques du philosophe du dix-septième siècle, René Descartes, dont la contribution de Descartes au développement de l'algèbre et de la géométrie.
- 1974 : "Differentials, higher-order differentials and the derivative in the Leibnizian calculus", Archive for History of Exact Sciences 14: 1–90, DOI 10.1007/BF00327456
- 1980 : "Newton, Leibnitz and the Leibnizian tradition", chapter 2, pages 49–93, in From the Calculus to Set Theory, 1630 – 1910 : An Introductory History, édité par Ivor Grattan-Guinness, Duckworth Overlook (en)  (ISBN 0-7156-1295-6)
- 1981 : (avec Herbert Mehrtens & Ivo Schneider) "Mathematics and Revolution from Lacroix to Cauchy", pages 50–71 in Social History of Nineteenth Century Mathematics, Birkhäuser  (ISBN 978-0-8176-3033-1)
- 1984 : "The closure theorem of Poncelet", Rend. Sem. Mat. Fis. Milano 54, 145–158 (1987).
- 1987 : (avec Kers, C.; Oort, F.; Raven, D. W.) "Poncelet's closure theorem", Exposition. Math. 5 no. 4, 289–364.

Joseph Harris a écrit pour MathSciNet : « les auteurs retracent très attentivement l'histoire du problème, décrivant les diverses approches culminant dans la preuve moderne. L'article est fascinant à la fois d'un point de vue historique et d'un point de vue mathématique, et devrait servir comme la source majeure d'informations sur le problème de Poncelet à l'avenir », lien Math Reviews.
- 1993 : Lectures in the history of mathematics, History of Mathematics, 7. American Mathematical Society, Providence, RI; London Mathematical Society, Londres.
- 2001 : Redefining geometrical exactness. Descartes' transformation of the early modern concept of construction, coll. « Sources and studies in the History of Mathematics and Physical Sciences ». Springer-Verlag, New York  (ISBN 0-387-95090-7)[9].